# 袋町 (名古屋市)
袋町（ふくろまち）は、愛知県名古屋市中区の地名。

## 歴史

### 町名の由来
清洲越しにより、清須の本町小塚袋ノ内を遷したことに由来する。

### 沿革
- 1878年（明治11年）12月20日 - 名古屋区成立に伴い、同区袋町となる[5]。
- 1889年（明治22年）10月1日 - 名古屋市成立に伴い、同市袋町となる[5]。
- 1908年（明治41年）4月1日 - 西区成立に伴い、同区袋町となる[1]。
- 1944年（昭和19年）2月11日 - 栄区成立に伴い、同区袋町となる[1]。
- 1945年（昭和20年）11月3日 - 栄区廃止に伴い、中区袋町となる[1]。
- 1966年（昭和41年）3月30日 - 住居表示実施に伴い、1・2丁目が錦一丁目、3〜6丁目が栄二丁目および錦二丁目にそれぞれ編入され消滅[1]。